# Alive 1997
Alive 1997은 다프트 펑크가 2001년 11월 6일에 발매한 라이브 싱글 앨범이다. 그들이 직접 선택한 45분 분량의 라이브 공연 실황이 수록된 이 앨범은 버밍엄의 Que Club에서 1997년 11월 8일 녹음되었다.
Alive 1997에는 HomeWork 앨범에 들어있는 Daftendirekt, wdpk 83.7 FM, Da Funk, Rollin' & Scratchin 그리고 Alive와 같은 곡이 들어있다.